# Edo Evers
Edo Evers (XVI secolo – XVII secolo) è stato un organaro tedesco od olandese.

## Biografia
Della vita di Edo Evers si conoscono solo poche notizie. Nato forse a Groningen, studiò con l'organaro Marten de Mare, figlio di Andreas de Mare. Fra il 1616 e il 1630 è attestata la sua presenza come costruttore di organi in Frisia orientale. Nel 1627 venne emesso un pagamento a Noordbroek in favore di uno sconosciuto "organaro di Marienhafe", che potrebbe essere identificato con Evers.

## Opere
Di seguito un elenco, non esaustivo, dei lavori di Edo Evers:
| Anno      | Città        | Luogo             | Immagine | Manuali | Registri | Annotazioni |
| --------- | ------------ | ----------------- | -------- | ------- | -------- | --- |
| 1616-1618 | Norden (D)   | Ludgerikirche     |          | III/p   | 18       | Evers, per la realizzazione dello strumento, riutilizzò parte del materiale fonico di un vecchio organo di Andeas de Mare. Arp Schnitger, quando costruì un nuovo organo all'interno della chiesa, a sua volta recuperò parte del materiale di Evers. Vedi la pagina di approfondimento.                                            |
| 1619      | Osteel (D)   | Warnfried-Kirche  |          | II/p    | 13       | Evers riutilizzò parte del materiale fonico di uno strumento preesistente, costruito da Andreas de Mare fra il 1566 e il 1567. L'organo, restaurato da Jürgen Ahrend fra il 1994 e il 1995, è il secondo più antico della Frisia orientale e uno dei più antichi ancora funzionanti in Germania. Vedi la pagina di approfondimento. |
| 1622      | Oldersum (D) | Oldersumer Kirche |          | ?       | ?        | Possibile, ma non certa, costruzione di un organo da parte di Evers. Lo strumento, fino al 1796, si trovava a nido di rondine addossato alla parete nord dell'edificio. |

Inoltre, esiste notizia di alcune riparazioni eseguite da Evers a Riepe (1619), Noordbroek (?), Zuidbroek (1624), Bingum (1625), Bunde (1625-1626), Stapelmorr (1626) ed Emden (1629-1630).